# 조선민주주의인민공화국 사회주의헌법

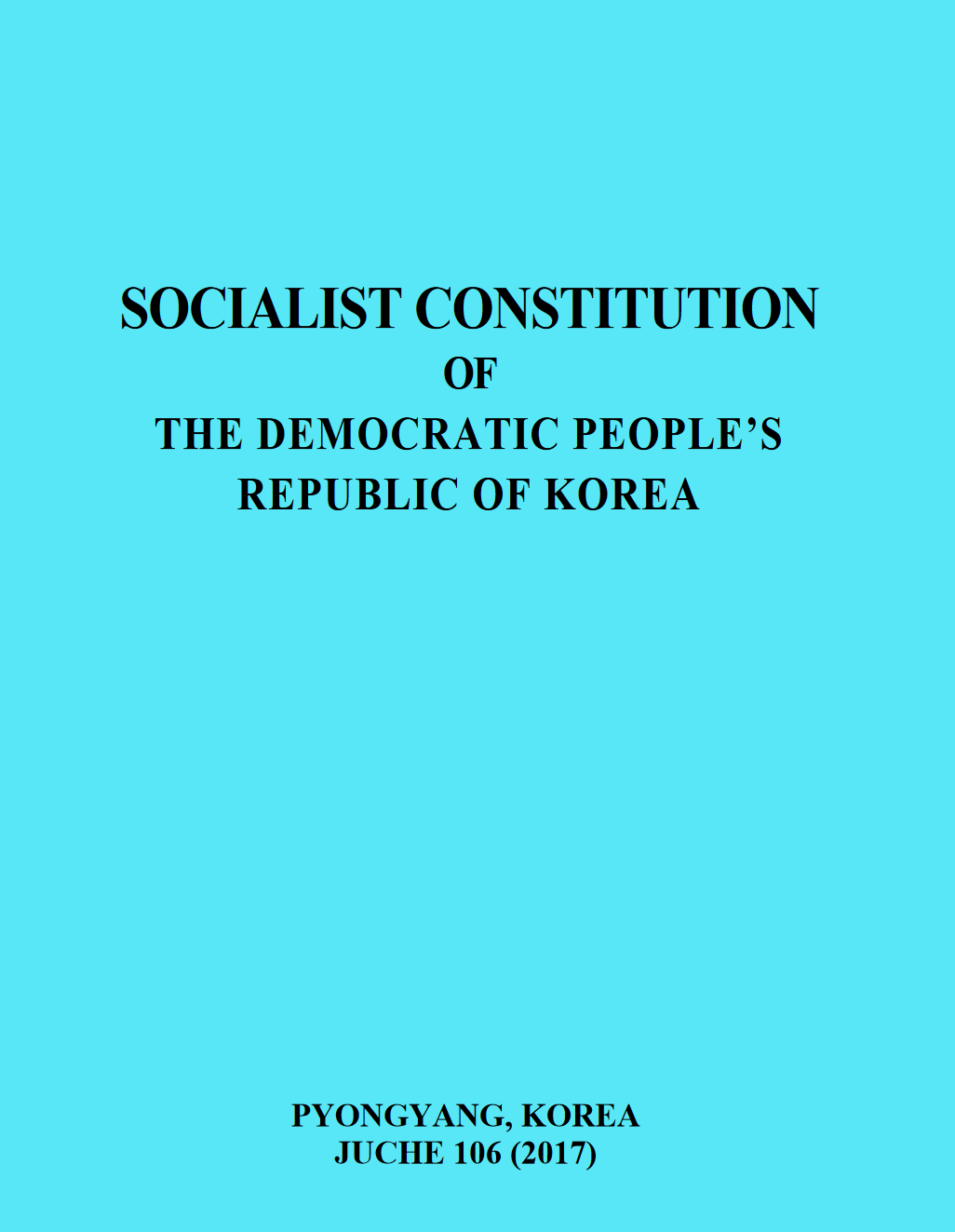

조선민주주의인민공화국 사회주의헌법(朝鮮民主主義人民共和國社會主義憲法, 영어: Socialist Constitution of the Democratic People's Republic of Korea)은 조선민주주의인민공화국의 현행 헌법이다. 1972년(주체61년)에 제정되어, 2019년(주체108년) 8월 29일로 총 14차 개정되었다.
1948년(주체37년) 제정되어 4차에 걸쳐 개정된 헌법을 인민민주주의헌법으로 부르고, 1972년(주체61년) 12월 27일 이후는 사회주의헌법으로 부른다.

## 연혁

### 헌법 제정
1948년(주체37년) 9월 8일 : 최고인민회의 제1기 1차 회의에서 조선민주주의인민공화국 헌법(1948년 헌법)을 승인.
- 1972년(주체61년) "사회주의헌법"이 개정될 때까지 4차에 걸친 개정이 있었다.

### 제1차 개정
1954년(주체43년) 4월 23일: 최고인민회의 제1기 7차 회의에서 수정

### 제2차 개정
1954년(주체43년) 10월 30일: 최고인민회의 제1기 8차 회의에서 수정

### 제3차 개정
1955년(주체44년) 3월 11일: 최고인민회의 제1기 9차 회의에서 수정

### 제4차 개정
1956년(주체45년) 11월 7일: 최고인민회의 제1기 12차 회의에서 수정

### 제5차 개정
1962년(주체51년) 10월 18일: 최고인민회의 제3기 1차 회의에서 수정

### 제6차 개정(사회주의 헌법)
1972년(주체61년) 12월 27일 : 최고인민회의 제5기 1차 회의에서 조선민주주의인민공화국 사회주의헌법(1972년 헌법)을 제정.
- 조선민주주의인민공화국을 "자주적인 사회주의 국가"로 규정해 혁명의 단계가 인민민주주의 단계에서 사회주의 단계로 넘어왔음을 명확히 했다.
- 수부를 '서울'에서 '평양'으로 변경
- 조선로동당의 우월적 지위 명시
- 사회주의적 소유제도의 확립
- 주체사상의 헌법 규범화
- 국가주석제 도입 및 권한 강화
- 내각 폐지 및 중앙위원회, 정무원 설치
- 집단주의 강조

### 제7차 개정
1992년(주체81년) 4월 9일 : 최고인민회의 제9기 3차 회의에서 개정.
- 제한적 경제개방정책 수용
- 대내적으로 산업·기술혁명 강조
- 국방관련 조항 보강 및 법적 통제 강화
- 국방위원회 독립
- 김정일 후계체제 강화
- 복지증진 규정 신설
- 마르크스-레닌주의를 주체사상으로 대체

### 제8차 개정(김일성 헌법)[1]
1998년(주체87년) 9월 5일 : 최고인민회의 제10기 제1차 회의에서 수정·보충, 총 7장 166조로 구성
- 주석·정무원 폐지, 내각 부활, 국방위원회 권한 강화, 김일성을 공화국의 영원한 주석으로 규정
- 지방 행정경제위원회 폐지, 지방 인민위원회로 흡수
- 최고인민회의 상설회의를 최고인민회의 상임위원회로 개칭
- 개인 소유의 확대는 텃밭의 소유권과 8.3 인민소비품생산운동에서 나오는 생산물과 그밖의 경리 활동을 통하여 얻은 수입을 개인소유에 속함
- 국가는 개인소유를 보호하며 그에 대한 상속권을 법적으로 보장함
- 협동적 소유의 확대는 농지와 농기계, 배, 중소공장, 가내작업반 같은 것을 협동적 소유로 규정하고 실질적으로 기관에 소속하면 법적으로 보호하는 것을 규정
- 국가 소유는 나라의 모든 자연, 철도, 항공, 운수, 체신 기관과 중요 공장, 기업소, 항만, 은행은 국가만이 소유하며 국가 소유를 우선적으로 보호함

### 제9차 개정
2009년(주체98년) 4월 9일 : 최고인민회의 제12기 제1차 회의에서 수정보충
- 주체사상과 함께 선군사상을 조선민주주의인민공화국의 통치 이념에 추가해서 명문화
- 사회주의와 계획경제 등 기본 노선은 유지하는 대신 공산주의 용어 삭제
- 국방위원장의 지위를 조선민주주의인민공화국의 최고 영도자와 조선인민군의 최고 사령관으로 명문화하고 국방위원회 중심의 국정 운영 조직을 구축함
- 국가 의무에 인권 존중을 추가[3][4]

### 제10차 개정
2010년(주체99년) 4월 9일: 최고인민회의 제12기 2차 회의에서 수정
- 중앙재판소, 중앙검찰소를 최고재판소, 최고검찰소로 변경

### 제11차 개정(김일성-김정일 헌법)
2012년(주체101년) 4월 13일: 최고인민회의 제12기 5차 회의에서 수정보충
- 김정일 찬양 추가, 영원한 국방위원장으로 규정
- 국방위원장을 국방위원회 제1위원장으로 수정

제12차 개정
2013년 4월 1일 : 최고인민회의 제12기 제7차 회의에서 수정보충
- '금수산태양궁전'에 관한 내용이 헌법 서문에 추가
- 의무교육기간을 '12년'으로 연장

### 제13차 개정
2016년(주체105년) 6월 30일: 최고인민회의 제13기 4차 회의에서 수정보충
- 국방위원회를 국무위원회로 개편, 담당업무를 국방에서 국가전반사업으로 확대
- 중앙재판소, 중앙검찰소로 변경

### 제14차 개정
2019년(주체108년) 4월 11일: 최고인민회의 제14기 1차 회의에서 수정보충
- 조선민주주의인민공화국의 국무위원회 위원장을 국가대표로 명시하고 명실상부한 국가수반으로 확정
- 조선민주주의인민공화국 전반적인 무력 최고사령관을 무력 총사령관으로 개정
- 위대한 김일성 위대한 김정일을 위대한 수령 김일성 위대한 령도자 김정일로 바뀜
- 선군정치 공식 폐지 사실상 선국정치, 선당정치으로 바뀜
- 국무위원회 위원장 명령이 최고인민회의 법령보다 우선으로 정함
- 최고인민회의 상임위원회 명예 부위원장직 폐지함
- 혁명 수뇌부 보위에서 김정은 동지를 수반으로 하는 당중앙위원회 결사옹위로 변경
- 조선민주주의인민공화국 최초로 사회주의를 유지하면서 시장으로 통한 자율적인 거래 중심으로 변경한 사회주의 기업 책임 관리제를 헌법에 수록

2019년(주체108년) 8월 29일: 최고인민회의 제14기 2차 회의에서 수정보충
- 국무위원회 위원장의 최고인민회의 대의원 겸직을 금지함
- 외교대사의 신임장 소환 및 임명함
- 최고인민회의 상임위원회 권한도 일부 수정보충함
- 국무위원회 위원장은 최고인민회의 법령 국무위원회 중요 정령과 결정을 공포함
- 조선민주주의인민공화국 내각 총리의 제의에 의하여 부총리, 위원장, 상 그밖의 내각 성원들을 임명 또는 해임

## 구성
서문과 7장 172조로 구성되어 있다.
- 서문
- 제1장 정치
- 제2장 경제
- 제3장 문화
- 제4장 국방
- 제5장 공민의 기본 권리와 의무
- 제6장 국가 기구
- 제7장 국장, 국기, 국가, 수도

## 기타
1973년 12월 중앙인민위원회 정령으로 12월 27일을 헌법절로 제정하여 조선민주주의 인민공화국 8대 휴무일 중 하루이다.

## 같이 보기
- 헌법
- 조선민주주의인민공화국
- 최고인민회의